# Waupun (Wisconsin)
Waupun est une ville américaine située dans les comtés de Dodge et de Fond du Lac dans l'État du Wisconsin. En 2010, sa population était de 11 340 habitants.